# Дживай Зехіел
Дживай Зехіел (нід. Gjivai Zechiël; нар. 1 червня 2004, Роттердам) — нідерландський футболіст, півзахисник клубу «Феєнорд», який на правах оренди виступає за «Утрехт».

## Клубна кар'єра

### «Феєнорд»
Виступав за молодіжні команди «Свіфт Бойз», «КсерксесДЗБ», потім займався в системі роттердамської «Спарти», а 2018 року приєднався до академії «Феєнорда». 5 квітня 2022 року підписав з «Феєнордом» свій перший професіональний контракт, що розрахований до 2025 року.
27 серпня 2023 року дебютував у професіональному футболі в складі «Феєнорда» в матчі Ередивізі проти клубу «Алмере Сіті», вийшовши на заміну Квіліндсхі Гартману. 12 жовтня 2023 року продовжив контракт з «Феєнордом» до літа 2028 року.
6 листопада 2024 року в поєдинку загального етапу Ліги чемпіонів УЄФА проти австрійського «Ред Булл» (Зальцбург) дебютував у єврокубках.

#### Оренда в «Спарту» (Роттердам)
4 лютого 2025 року на правах оренди перейшов у «Спарту» (Роттердам) до кінця сезону. 8 лютого дебютував за нову команду в матчі Ередивізі проти «Феєнорда», вийшовши на заміну Пелле Клементу. 29 березня 2025 року в поєдинку проти сіттардської «Фортуни» забив свій перший гол у професіональній кар'єрі. Всього за час оренди провів 13 матчів, в яких відзначився двома м'ячами і однією результативною передачею.

#### Оренда в «Утрехт»
13 червня 2025 року відправився в сезонну оренду в «Утрехт». 24 липня 2025 року дебютував за «Утрехт» в матчі кваліфікації Ліги Європи УЄФА проти молдавського «Шерифа», вийшовши в стартовому складі. 7 серпня в матчі Ліги Європи проти швейцарського «Серветта» забив свій перший гол за «Утрехт».

## Кар'єра в збірній
У серпні 2024 року вперше викликаний в збірну Нідерландів до 21 року, за яку в підсумку дебютував 9 вересня в матчі кваліфікації до молодіжного чемпіонату Європи 2025 проти збірної Грузії.

## Статистика виступів
Станом на 14 серпня 2025 
| Клуб                 | Сезон             | Чемпіонат         | Чемпіонат | Чемпіонат | Кубок | Кубок | Єврокубки | Єврокубки | Інші  | Інші | Всього | Всього |
| Клуб                 | Сезон             | Дивізіон          | Матчі     | Голи      | Матчі | Голи  | Матчі     | Голи      | Матчі | Голи | Матчі  | Голи   |
| -------------------- | ----------------- | ----------------- | --------- | --------- | ----- | ----- | --------- | --------- | ----- | ---- | ------ | ------ |
| Феєнорд              | 2023–24           | Ередивізі         | 2         | 0         | 0     | 0     | 0         | 0         | 0     | 0    | 2      | 0      |
| Феєнорд              | 2024–25           | Ередивізі         | 9         | 0         | 2     | 0     | 2         | 0         | 1     | 0    | 14     | 0      |
| Феєнорд              | Всього            | Всього            | 11        | 0         | 2     | 0     | 2         | 0         | 1     | 0    | 16     | 0      |
| → Спарта (Роттердам) | 2024–25           | Ередивізі         | 13        | 2         | 0     | 0     | 0         | 0         | 0     | 0    | 13     | 2      |
| → Утрехт             | 2025–26           | Ередивізі         | 1         | 1         | 0     | 0     | 4         | 1         | 0     | 0    | 5      | 2      |
| Всього за кар'єру    | Всього за кар'єру | Всього за кар'єру | 25        | 3         | 2     | 0     | 6         | 1         | 1     | 0    | 34     | 4      |

1. ↑  Матчі в Лізі чемпіонів УЄФА
2. ↑  Матчі в Суперкубку Нідерландів
3. ↑  Матчі в Лізі Європи УЄФА

## Досягнення
«Феєнорд»
- Володар Суперкубка Нідерландів: 2024[25]